# Bournonville-skolan
Bournonville-skolan, även kallad dansk balett är en skola inom balett, förknippad med Den Kongelige Ballet och balettchefen August Bournonville. Från 1890-talet till 1932 undervisades danska balettdansare enbart enligt Bournonvilles principer.
Han utarbetade ett träningsprogram för varje veckodag med olika rörelser. År 1979 utgav Kirsten Ralov boken The Bournonville School med balettstegen och musiken och 2005 utgav  Det Kongelige Teater Bournonville-skolan på DVD.
Kända dansare inom denna stil är bland andra Erik Bruhn och Johan Kobborg.